# SV Blindenmarkt
Der SV Union Raika Blindenmarkt ist ein Fußballverein aus dem niederösterreichischen Blindenmarkt im Bezirk Melk. Der Verein gehört dem Niederösterreichischen Fußballverband (NÖFV) an und spielt aktuell in der sechsthöchsten Leistungsstufe, der Gebietsliga West.

## Geschichte
Der SV Blindenmarkt wurde 1947 gegründet. 1974 konnte der Verein aus dem Bezirk Melk in die Unterliga aufsteigen, 1976 folgte der Aufstieg in die Oberliga. Nach nur einer Saison musste jedoch bereits wieder der Gang in die Unterliga angetreten werden. 1979 folgte der Wiederaufstieg.
Ab 1986 spielte Blindenmarkt schließlich auch erstmals in der 2. Landesliga. 1987 konnte man den niederösterreichischen Pokal gewinnen. Anschließend konnte man im ÖFB-Cup 1987/88 in der Qualifikationsrunde den Prater SV ausschalten und sich somit für die erste Hauptrunde qualifizieren. Dort unterlag man jedoch mit einer 0:5-Niederlage auswärts klar dem 1. Wiener Neustädter SC. Dies blieb bis heute die einzige Teilnahme am Cup.
Danach folgte allerdings eine Durststrecke im Verein. Seit dem Abstieg aus der Gebietsliga als Tabellenletzter in der Saison 2009/10 spielte der Verein in der siebtklassigen 1. Klasse, bevor in der Spielzeit 2021/22 wieder der Aufstieg gelang.

## Sportplatz
1979 ging die Sportanlage Blindenmarkt in den Besitz des Vereins über. Nach dem Neubau der Anlage zwischen 2000 und 2002 empfing der Verein den Bundesligisten FK Austria Wien. Die Niederösterreicher gingen in der Eröffnungspartie allerdings mit 0:9 gegen die Wiener unter.